# Siklawa
Siklawa je vodopád ve Vysokých Tatrách v Polsku (Malopolské vojvodství) na potoce Roztoka. Vodopád padá z prahu Stawiarské stěny, která odděluje doliny Pěti stawů a Roztoki) dvěma nebo třemi rameny podle výšky hladiny vody v plese Wielki Staw Polski nad ním. Sklon stěny je přibližně 35° a výška prahu 64 až 70 m. Je to největší, i když ne nejvyšší, vodopád v Tatrách. Vlastní výška vodopádu je asi 40 m. (nadmořská výška 1580–1620 m)
Vodopád byl cílem turistů už na začátku 19. století. Je také častým objektem básníků a malířů.

## Externí odkazy

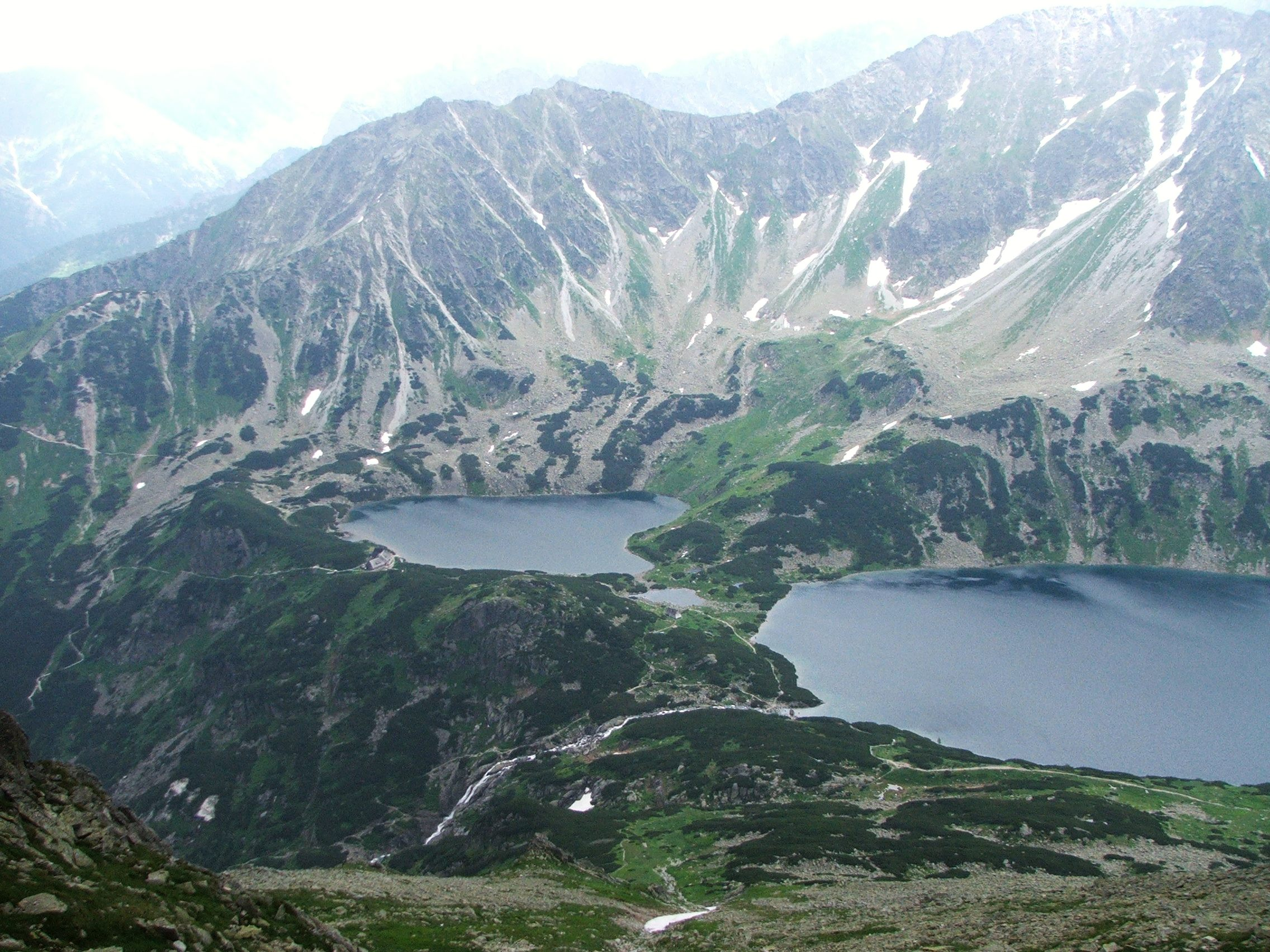
Siklawa, Stawiarská stěna a dolní část Doliny Pięciu Stawów Polskich